# مقاطعة رابلا
مقاطعة رابلا (بالإنجليزية: Rapla County)‏ هي مقاطعة في إستونيا، تتبع إستونيا، بلغ عدد سكانها 34٬676  نسمة، في 1 يناير 2014، عاصمتها رابلا، تبلغ مساحتها 2٬980 كيلومتر مربع.

## معرض صور

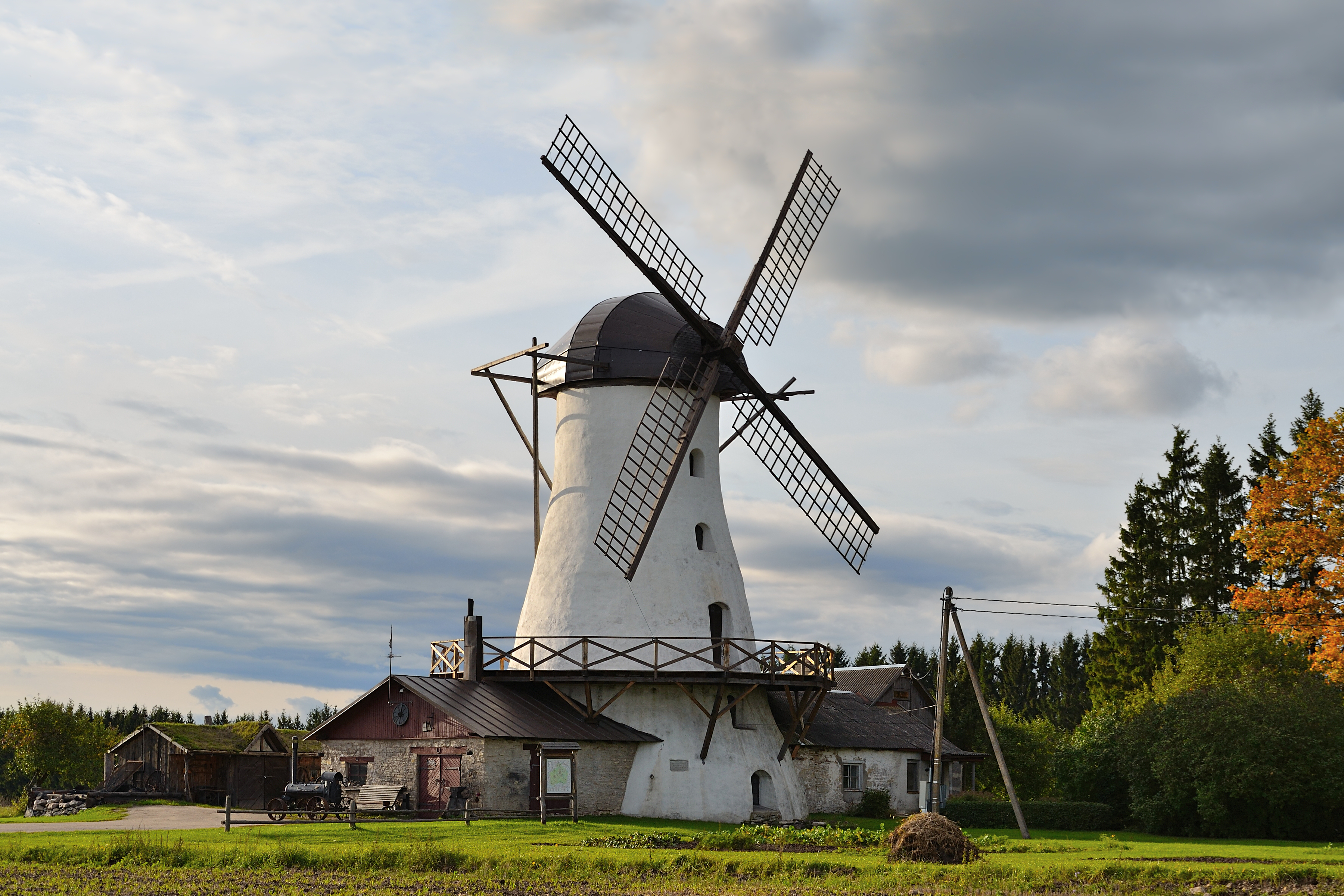
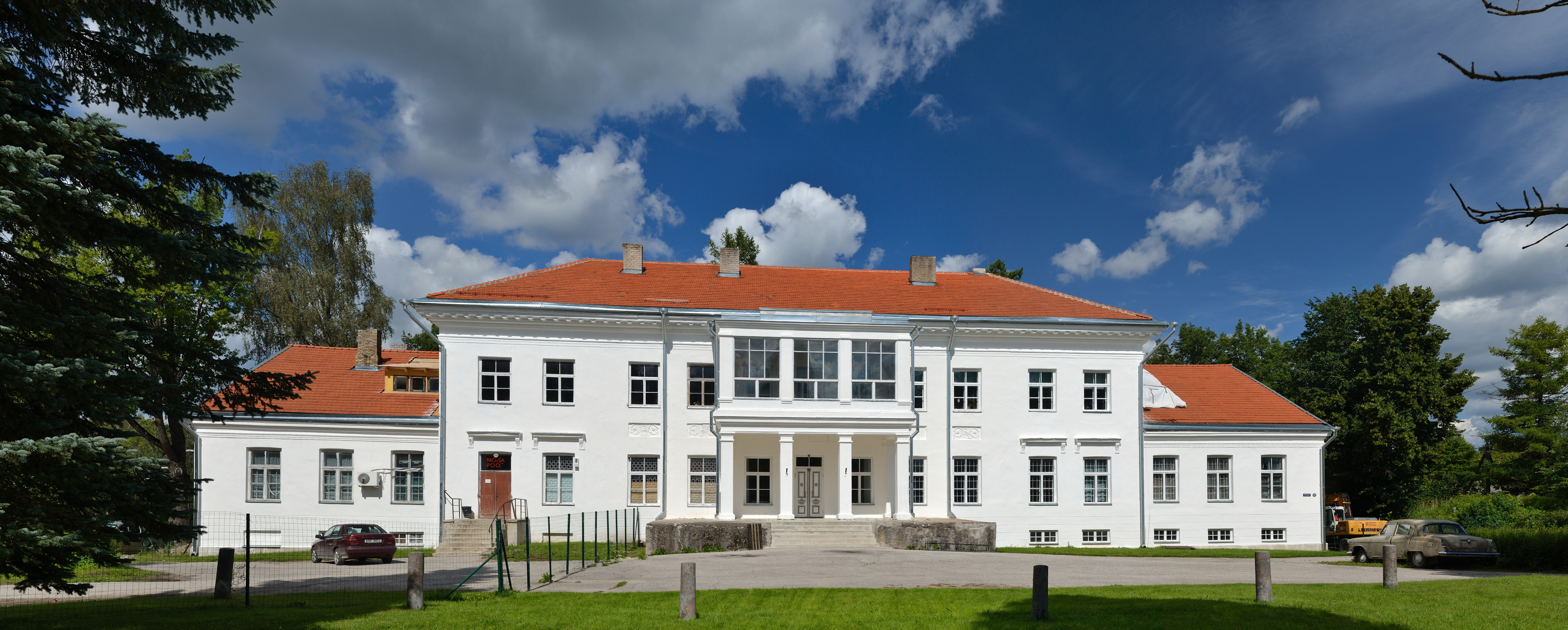
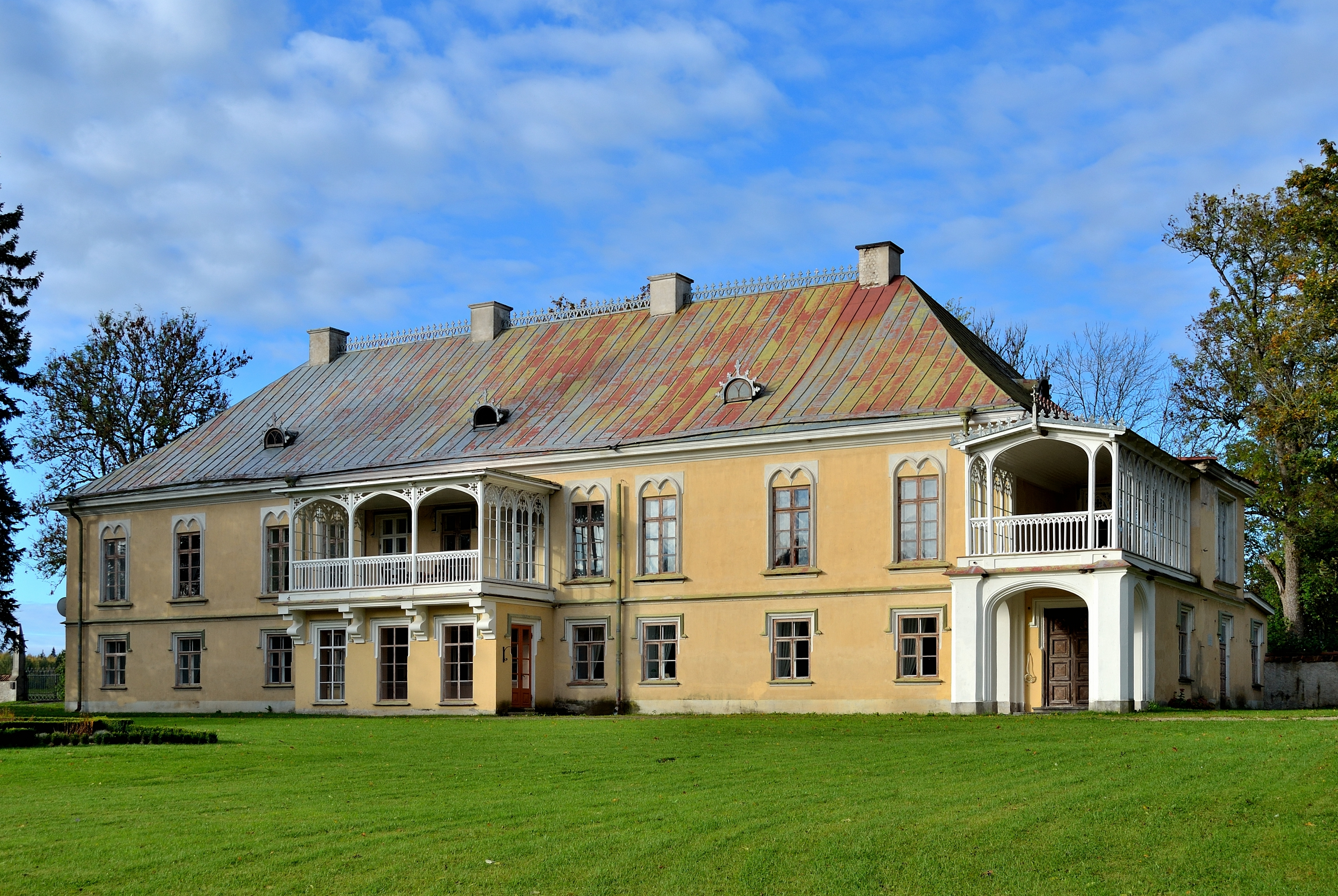
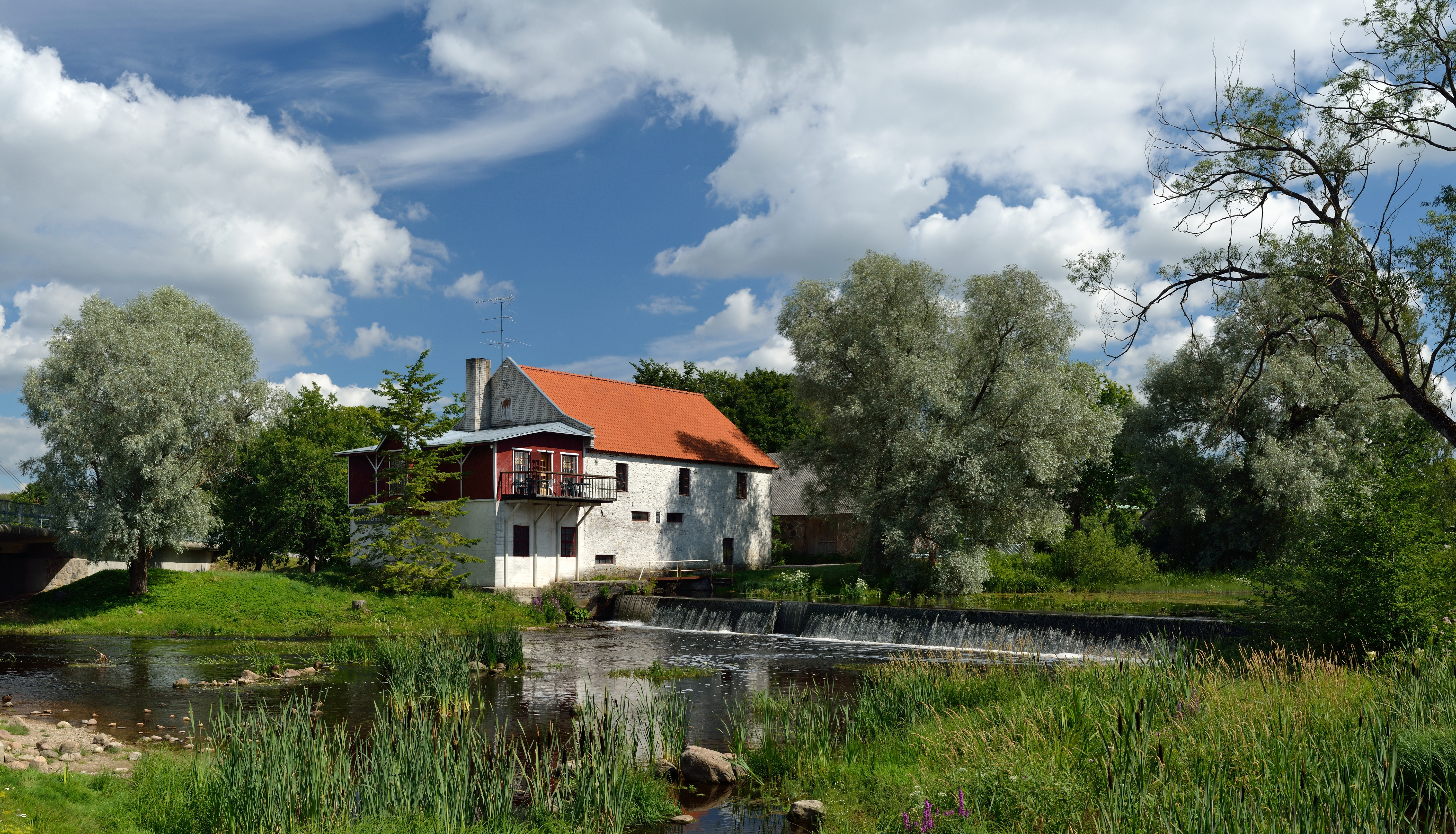
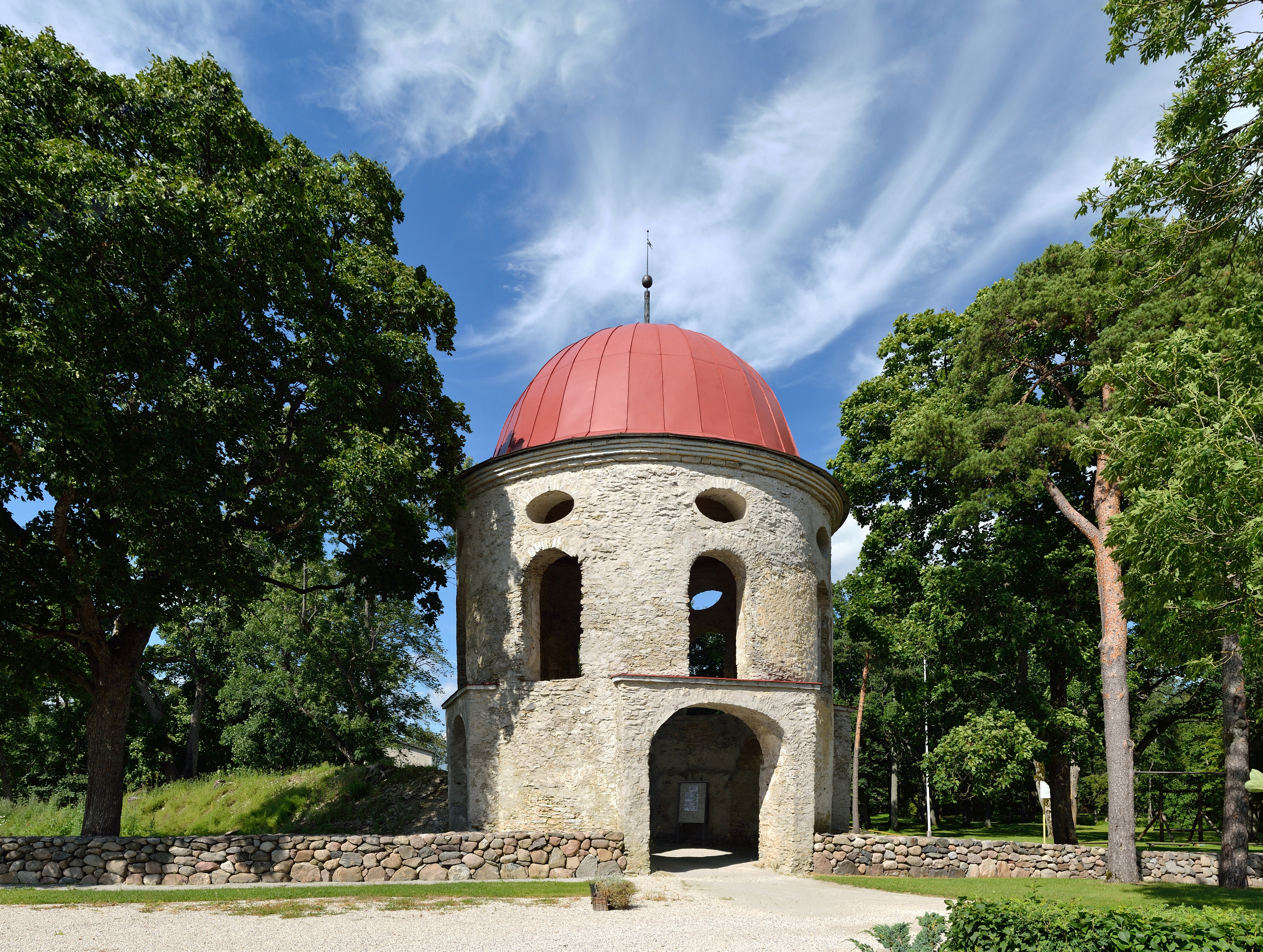
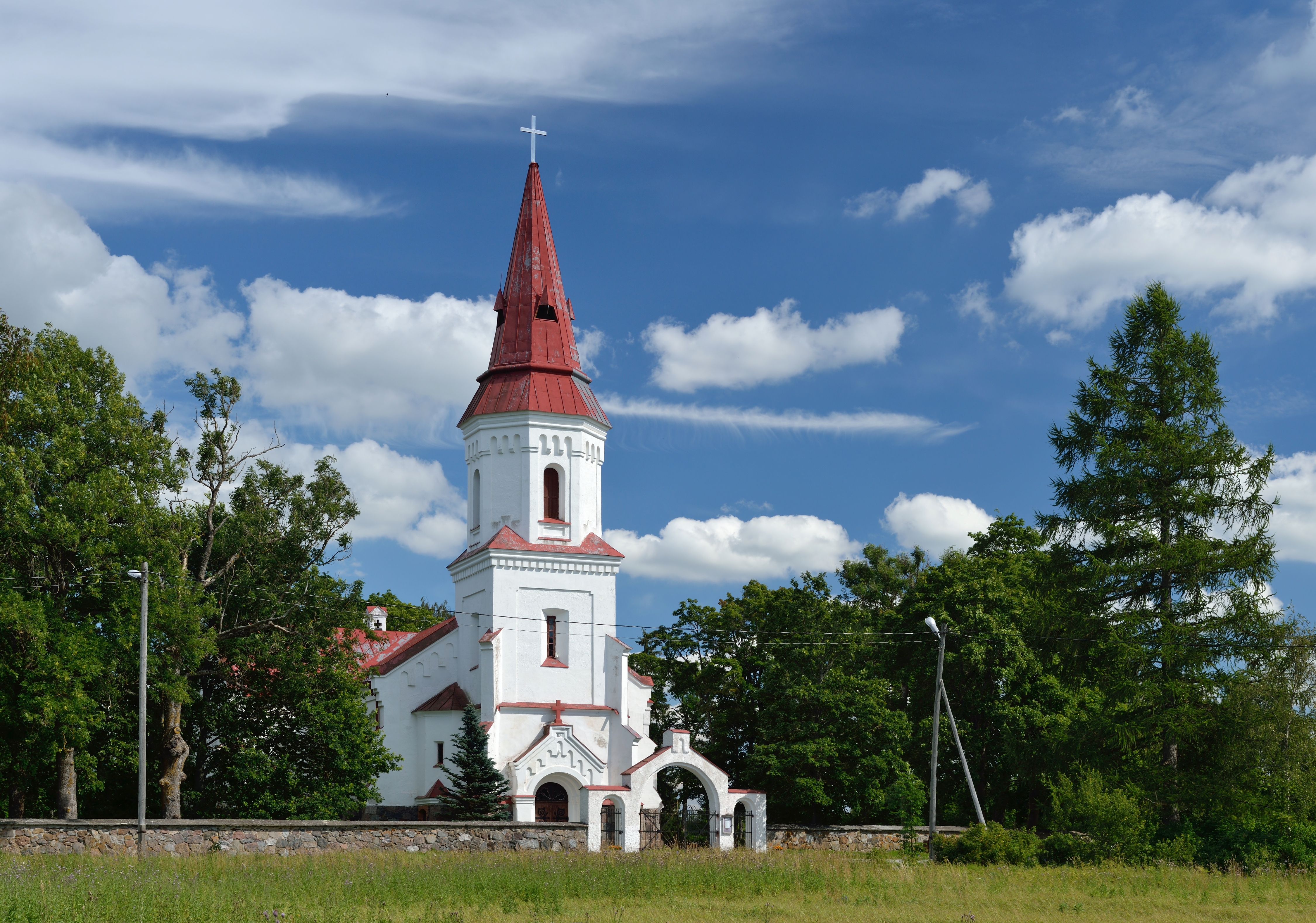

## الموقع
تشترك في الحدود مع:
- مقاطعة لانا.